# Whitehead (Noord-Ierland)
Whitehead (Iers: An Cionn Bán) is een plaats in het Noord-Ierse district Mid and East Antrim.
Whitehead telt 3786 inwoners (census 2011).
Van de bevolking is 76,8% protestant en 15,4% katholiek.
Whitehead is een kleine Victoriaanse badplaats aan de oostkust van het graafschap Antrim, Noord-Ierland, en ligt bijna halverwege tussen de steden van Carrickfergus en Larne. Het ligt binnen de burgerlijke parochie van Templecorran, de historische baronie van Belfast Lower, en is onderdeel van Midden- en Oost-Antrim. Vóór de Plantage van Ulster werd zijn naam geregistreerd als zowel Whitehead als ook Kinbaine (van Iers-Gaelisch 'An Cionn Bán', wat betekent "de witte kop").
Gelegen aan de voet van Muldersleigh Hill, aan de ingang van Belfast Lough, ligt Whitehead in een kleine beschutte baai tussen de kalkrotsen van Whitehead en de zwarte vulkanische rots van Blackhead. 
Op de rots van Blackhead ligt een nog in werking zijnde vuurtoren Blackhead Lighthouse, deze markeert de ingang van de Lough richting Belfast. 
Het is opmerkelijk dat in Whitehead geen straten voorkomen met het achtervoegsel "Street" in hun naam, dit gaf aanleiding tot de bijnaam 'The Town With No Streets' ('de plaats zonder straten').